# Hondol, Hunedoara
Hondol este un sat în comuna Certeju de Sus din județul Hunedoara, Transilvania, România. Se află în partea central-estică a județului, în Munții Metaliferi. La recensământul din 2002 avea o populație de 558 locuitori.

## Istoric
Aici au fost descoperite vestigii preistorice, o așezare a culturii Turdaș și culturii Coțofeni.
Au fost, de asemenea, descoperite urmele unor exploatări romane de aur (Mina Hondol), această exploatare continuând și în perioada medievală.

## Lăcașuri de cult
- Mănăstirea ortodoxă, din jurul anului 1783.